# بان حرجي
بان حرجي (الاسم العلمي: Moringa sylvestris) هو نوع نباتي يتبع جنس البان من الفصيلة البانية.  